# Вельонча-Подуховна
Вельонча-Подуховна (пол. Wielącza Poduchowna) — село в Польщі, у гміні Щебрешин Замойського повіту Люблінського воєводства.
Населення — 213 осіб (2011).
У 1975-1998 роках село належало до Замойського воєводства.

## Демографія
Демографічна структура станом на 31 березня 2011 року:
|          | Загалом | Допрацездатний вік | Працездатний вік | Постпрацездатний вік |
| -------- | ------- | ------------------ | ---------------- | -------------------- |
| Чоловіки | 103     | 22                 | 67               | 14                   |
| Жінки    | 110     | 15                 | 63               | 32                   |
| Разом    | 213     | 37                 | 130              | 46                   |